# Sântandrei
Sântandrei (Hongaars: Biharszentandrás) is een Roemeense gemeente in het district Bihor.
Sântandrei telt 3978 inwoners. 
De gemeente bestaat uit de volgende dorpen:
- Sântandrei (4349 inwoners, 193 Hongaren)
- Palota (563 inwoners, 173 Hongaren)

De gemeente ligt ten zuiden van de rivier de snelle Cris.